# Falling for a Dancer
Falling for a Dancer is een film van een romantisch drama dat zich afspeelt in Ierland in de jaren '30.

## Verhaal
De 19-jarige Elizabeth is zwanger na een korte affaire met een acteur. De gemeenschap zet haar onder druk en dwingt haar te trouwen met een oudere man. De nieuwbakken moeder en huisvrouw zal al snel een tragedie wachten die haar leven voorgoed zal veranderen. Maar er is misschien nog hoop...

## Rolverdeling
| Acteur                 | Personage         |
| ---------------------- | ----------------- |
| Elisabeth Dermot Walsh | Elizabeth         |
| Dermot Crowley         | Neeley Scollard   |
| Liam Cunningham        | 'Mossie Sheehan   |
| Rory Murray            | George            |
| Maureen O'Brien        | Corinne Sullivan  |
| Brian McGrath          | St. John Sullivan |
| Colin Farrell          | Daniel McCarthey  |